# Chariesthes liberiae
Chariesthes liberiae là một loài bọ cánh cứng trong họ Cerambycidae.